# Roan van der Plaat
Roan van der Plaat (10 januari 2003) is een Nederlands voetballer die doorgaans als verdediger speelt. Hij komt uit voor Vitesse.

## Clubcarrière
Van der Plaat begon met voetballen bij SV Argon, waar hij in 2017 werd gescout door sc Heerenveen. Hij woonde tijdens zijn jaren bij Heerenveen in een gastgezin. Hij zat een aantal keer op de bank bij het eerste, maar tot een debuut kwam het nooit. Medio 2024 verkaste hij naar Vitesse, dat net was gedegradeerd naar de Eerste divisie. Hij debuteerde op 16 augustus tegen VVV-Venlo (1-0). Hij kwam tien minuten voor het einde van de wedstrijd in de ploeg voor Alexander Büttner. In mei 2025 werd Van der Plaat uitgezwaaid in het stadion, zonder dat hij op de hoogte was van het feit dat zijn contract niet werd verlengd.

## Statistieken
| Seizoen | Club    | Competitie     | Competitie | Competitie | Beker | Beker | Overig | Overig | Totaal | Totaal |
| Seizoen | Club    | Competitie     | Wed.       | Dlp.       | Wed.  | Dlp.  | Wed.   | Dlp.   | Wed.   | Dlp.   |
| ------- | ------- | -------------- | ---------- | ---------- | ----- | ----- | ------ | ------ | ------ | ------ |
| 2024/25 | Vitesse | Eerste divisie | 11         | 0          | 1     | 0     | 0      | 0      | 12     | 0      |
| Totaal  | Totaal  | Totaal         | 11         | 0          | 1     | 0     | 0      | 0      | 12     | 0      |

Bijgewerkt op 10 juni 2025.